# Robert D. Brettell
Robert D. Brettell ( 1934) es un botánico estadounidense, especializado en la familia Asteraceae.

## Algunas publicaciones
- h. Robinson, r. d. Brettell. 1973a. Studies in the Senecioneae (Asteraceae). I. A new genus, Pittocaulon. Phytologia 26: 451–453
- ----------------, -----------------. 1973b. Studies in the Senecioneae (Asteraceae). II. A new genus, Nelsonianthus. Phytologia 27: 53–54
- ----------------, -----------------. 1973c. Studies in the Senecioneae (Asteraceae). III. The genus Psacalium. Phytologia 27: 254–264
- ----------------, -----------------. 1973d. Studies in the Senecioneae (Asteraceae). IV. The genera Mesadenia, Syneilesis, Miricacalia, Koyamacalia and Sinacalia. Phytologia 27: 265–276
- ----------------, -----------------. 1973e. A new species of Senecio from Costa Rica. 2 pp.
- ----------------, -----------------. 1972. Tribal revisions in the Asteraceae. I. The relationship of Geissolepis. Phytologia 24:299–301

### Libros
- harold e. Robinson, r.d. Brettell. 1972. Studies in the Heliantheae (Asteraceae). Phytologia memoirs. Ed. H.N. Moldenke and A.L. Moldenke. 25 pp.
- La abreviatura «Brettell» se emplea para indicar a Robert D. Brettell como autoridad en la descripción y clasificación científica de los vegetales.[1]